# Хелмонд, Кэтрин
Кэ́трин Мари́ Хе́лмонд (англ. Katherine Marie Helmond; 5 июля 1929 — 23 февраля 2019) — американская актриса театра, кино и телевидения, добившаяся успеха благодаря своим разнообразным гротескным ролям. За свою карьеру Хелмонд удостоилась двух премий «Золотой глобус», семь раз была номинирована на «Эмми», и два раза на театральную премию «Тони». Она наиболее известна благодаря ролям в ситкомах «Мыло», «Кто здесь босс?», «Тренер» «Все любят Рэймонда».

## Жизнь и карьера
Хелмонд родилась в Галвестоне (штат Техас). Она начала свою актёрскую карьеру на местной сцене, а затем переехала в Южную Каролину, где продолжила образование в Университете Боба Джонса. В 1950-х годах она перебралась в Нью-Йорк, где начала выступать на театральной сцене. Хотя она и дебютировала на экране в 1955 году, снявшись в независимом кинофильме, почти два последующих десятилетия Хелмонд работала лишь на сцене. В 1972 году она дебютировала на телевидении в эпизоде «Дымок из ствола», что привело её к другим ролям на телевидении.
В 1973 году Хелмонд номинировалась на премию «Тони» за роль в бродвейской пьесе «Великий Бог Браун». После этого она появилась в кинофильмах «Гинденбург», «Парень из морской пехоты» и «Семейный заговор», последней работе Альфреда Хичкока. С 1977 по 1981 год она снималась в новаторском комедийном сериале ABC «Мыло», где играла ведущую роль наравне с покойной Кэтрин Дэймон. В пятидесятилетнем возрасте, Хелмонд играла сексуально раскрепощенную центральную героиню ситкома, что было впервые на телевидении. Роль принесла ей премию «Золотой глобус» в 1981 году, а также четыре последовательные номинации на «Эмми» за лучшую женскую роль в комедийном телесериале с 1978 по 1981 года. После завершения шоу ABC дал Хелмонд другую сексуально прогрессивную роль, в ситкоме «Кто здесь босс?», где она играла мать героини Джудит Лайт. Шоу транслировалось с 1984 по 1992 год, насчитывая 196 эпизодов, а Хелмонд была главным похитителем сцен по мнению критиков. Роль принесла ей ещё один «Золотой глобус» в 1989 году и две номинации на «Эмми» за лучшую женскую роль второго плана в комедийном телесериале.
В 1980-х годах, после телевизионных успехов, Хелмонд сыграла несколько важных ролей на большом экране. Режиссёр Терри Гиллиам написал специально для неё роль в своем фильме 1985 года «Бразилия», где ей приходилось накладывать сложный грим. Она также сыграла мать героини Голди Хоун в комедии «За бортом» (1987) и номинировалась на премию «Сатурн» за главную роль в триллере «Леди в белом» (1988).
После завершения ситкома «Кто здесь босс?» Хелмонд продолжала появляться на телевидении и в кино, в основном, играя второстепенные роли. В 1995—1997 годах она снималась в ещё одном ситкоме ABC, «Тренер», играя эксцентричную владелицу футбольного клуба. В 1998 году она появилась с камео в фильме Терри Гиллиама «Страх и ненависть в Лас-Вегасе», а с 1996 по 2004 год периодически появлялась в ситкоме «Все любят Рэймонда». За роль в шоу она получила свою последнюю номинацию на «Эмми» в 2002 году. В последние годы она продолжала редко появляться на телевидении, в 2011 году появляясь в эпизоде «Настоящая кровь».
Скончалась в возрасте 89 лет. Причиной смерти стали осложнения, вызванные болезнью Альцгеймера.

## Личная жизнь
В 1962 году вышла замуж за Дэвида Кристиана, их брак продлился до смерти Хелмонд в 2019 году.

## Фильмография

### Кино
| Год  | Название на русском            | Оригинальное название          | Роль                   | Примечания          |
| ---- | ------------------------------ | ------------------------------ | ---------------------- | ------------------- |
| 1955 | —                              | Wine of Morning                | Айрин                  |                     |
| 1971 | Поверь в меня                  | Believe in Me                  | продавщица             |                     |
| 1971 | Больница                       | The Hospital                   | Мэрилин Мид            |                     |
| 1975 | Гинденбург                     | The Hindenburg                 | миссис Милдред Бреслау |                     |
| 1976 | Семейный заговор               | Family Plot                    | миссис Малони          |                     |
| 1976 | Парень из морской пехоты       | Baby Blue Marine               | миссис Хадкинс         |                     |
| 1981 | Бандиты во времени             | Time Bandits                   | миссис Огре            |                     |
| 1985 | Бразилия                       | Brazil                         | миссис Айда Лаури      |                     |
| 1985 | Шейди                          | Shadey                         | леди Констанс Ландау   |                     |
| 1987 | За бортом                      | Overboard                      | Эдит Минтц             |                     |
| 1988 | Леди в белом                   | Lady in White                  | Аманда                 |                     |
| 1992 | Записки Манки Зеттерленда      | Inside Monkey Zetterland       | Онор Зеттерленд        |                     |
| 1993 | Аморе!                         | Amore!                         | Милдред Шварц          |                     |
| 1995 | Шпион внутри                   | The Spy Within                 | доктор Памела Шиллинг  |                     |
| 1998 | Страх и ненависть в Лас-Вегасе | Fear and Loathing in Las Vegas | портье в отеле «Минт»  |                     |
| 2000 | Идеальная няня                 | The Perfect Nanny              | миссис Макбрайд        |                     |
| 2002 | Чёрная дыра                    | Black Hole                     | Марта Трусдейл         |                     |
| 2003 | Бетховен 5                     | Beethoven’s 5th                | безумная Кора Уилкинс  | сразу на видео      |
| 2006 | Тачки                          | Cars                           | Лиззи                  | мультфильм; озвучка |
| 2007 | —                              | The Strand                     | Изабель                | сразу на видео      |
| 2011 | Тачки 2                        | Cars 2                         | Лиззи                  | мультфильм; озвучка |
| 2011 | Сотрудник                      | Collaborator                   | Айрин Лонгфеллоу       |                     |
| 2017 | Тачки 3                        | Cars 3                         | Лиззи                  | мультфильм; озвучка |
| 2018 | Фрэнк и Ава                    | Frank and Ava                  | Бетти                  |                     |

### Телевидение
| Год       | Название на русском                  | Оригинальное название                        | Роль                                    | Примечания                                              |
| --------- | ------------------------------------ | -------------------------------------------- | --------------------------------------- | ------------------------------------------------------- |
| 1962      | Машина 54, где вы?                   | Car 54, Where Are You?                       | Бетти Лу Креко                          | эпизод: Je T’Adore Muldoon; не указана в титрах         |
| 1972      | Дымок из ствола                      | Gunsmoke                                     | Ина Спратт                              | эпизод: The Judgement                                   |
| 1972      | ФБР                                  | The F.B.I.                                   | Терри                                   | эпизод: The Jug-Marker                                  |
| 1973      | Ребро Адама                          | Adam’s Rib                                   | Марта Лейн                              | эпизод: Murder                                          |
| 1973      | Шоу Боба Ньюхарта                    | The Bob Newhart Show                         | доктор Уэбстер                          | эпизод: I’m Okay, You’re Okay, So What’s Wrong?         |
| 1973      | —                                    | The ABC Afternoon Playbreak                  | Лиз Каннингем                           | эпизод: The Other Woman                                 |
| 1974      | Автобиография мисс Джейн Питтман     | The Autobiography of Miss Jane Pittman       | леди в доме                             | телефильм                                               |
| 1974      | Сёстры Снуп                          | The Snoop Sisters                            | Кисси Прайн                             | эпизод: A Black Day for Bluebeard                       |
| 1974      | —                                    | Dr. Max                                      | Либби Оппел                             | телефильм                                               |
| 1974      | Хек Рэмси                            | Hec Ramsey                                   | Эмили Харрис                            | эпизод: Only Birds and Fools                            |
| 1974      | Ларри                                | Larry                                        | Морин Уиттен                            | телефильм                                               |
| 1974      | Мэнникс                              | Mannix                                       | Марта Коул / миссис Сильвия Джеррад     | телесериал; 2 эпизода                                   |
| 1974      | Саранча                              | Locusts                                      | Клэр Флетчер                            | телефильм                                               |
| 1974      | Медицинский центр                    | Medical Center                               | Рейчел                                  | эпизод: Heel of the Tyrant                              |
| 1974—1975 | Новобранцы                           | The Rookies                                  | Джойс Ленсон / Молли Филлипс            | телесериал; 2 эпизода                                   |
| 1975      | Легенда о Лиззи Борден               | The Legend of Lizzie Borden                  | Эмма Борден                             | телефильм                                               |
| 1975      | —                                    | The Family Nobody Wanted                     | миссис Биттнер                          | телефильм                                               |
| 1975      | Клетка без ключа                     | Cage Without a Key                           | миссис Литтл                            | телефильм                                               |
| 1975      | —                                    | The First 36 Hours of Dr. Durant             | медсестра Кэтрин Гюнтер                 | телефильм                                               |
| 1975      | Барнаби Джонс                        | Barnaby Jones                                | Эдна Моррисон                           | эпизод: The Orchid Killer                               |
| 1975      | Гарри О                              | Harry O                                      | Энн Кершоу                              | эпизод: Portrait of a Murder                            |
| 1975      | Человек на шесть миллионов долларов  | The Six Million Dollar Man                   | Мидди                                   | эпизод: The White Lightning War                         |
| 1976      | Печальный рыцарь                     | The Blue Knight                              | миссис Страйкер                         | эпизод: Cop Killer                                      |
| 1976      | Джеймс Дин                           | James Dean                                   | Клэр Фолджер                            | телефильм                                               |
| 1976      | Джо Форрестер                        | Joe Forrester                                | н/д                                     | эпизод: Pressure Point                                  |
| 1976      | Разыскивается: Женщина Санденса      | Wanted: The Sundance Woman                   | Мэтти Райли                             | телефильм                                               |
| 1976      | Видения                              | Visions                                      | тётя Сара                               | эпизод: Liza’s Pioneer Diary                            |
| 1976      | —                                    | Spencer’s Pilots                             | Элли Хант                               | эпизод: The Explosives                                  |
| 1976      | Петрочелли                           | Petrocelli                                   | Нэнси Бервик                            | эпизод: Shadow of a Doubt                               |
| 1977      | —                                    | Little Ladies of the Night                   | мисс Колби                              | телефильм                                               |
| 1977      | Бионическая женщина                  | Bionic Woman                                 | доктор Харкенс                          | телесериал; 2 эпизода                                   |
| 1977      | —                                    | Meeting of Minds                             | Эмили Дикинсон                          | телесериал; 2 эпизода                                   |
| 1977—1981 | Мыло                                 | Soap                                         | Джессика Тейт                           | телесериал; основная роль                               |
| 1978      | —                                    | Getting Married                              | Вера Лессер                             | телефильм                                               |
| 1978      | Перл                                 | Pearl                                        | миссис Салли Колтон                     | мини-сериал; основная роль                              |
| 1979      | —                                    | Sweepstakes                                  | Линн                                    | эпизод: Episode #1.1                                    |
| 1979      | —                                    | Diary of a Teenage Hitchhiker                | Элейн Терстон                           | телефильм                                               |
| 1979—1983 | Бенсон                               | Benson                                       | Джессика Тейт                           | телесериал; 2 эпизода                                   |
| 1980      | —                                    | Scout’s Honor                                | Перл Бартлетт                           | телефильм                                               |
| 1981—1986 | Лодка любви                          | The Love Boat                                | Вивиан Эндлер / Харриет Дарнелл Стивенс | телесериал; 3 эпизода                                   |
| 1982      | Третья Мировая война                 | World War III                                | Дороти Лонгуорт                         | мини-сериал; основная роль                              |
| 1982      | —                                    | For Lovers Only                              | Би Уинчелл                              | телефильм                                               |
| 1982      | —                                    | Rosie: The Rosemary Clooney Story            | Фрэнсис Клуни                           | телефильм                                               |
| 1983      | Театр волшебных историй              | Faerie Tale Theatre                          | мать Джека                              | эпизод: Jack and the Beanstalk                          |
| 1983      | Остров фантазий                      | Fantasy Island                               | Лора Уолтерс                            | эпизод: The Big Switch/Hooker’s Holiday                 |
| 1984      | —                                    | Not in Front of the Kids                     | Милли Роузен                            | телефильм                                               |
| 1984—1992 | Кто здесь босс?                      | Who’s the Boss?                              | Мона Робинсон                           | телесериал; основная роль                               |
| 1985      | Фабрика комедии                      | Comedy Factory                               | Милдред Диган                           | эпизод: Side by Side                                    |
| 1986      | —                                    | Girls on Top                                 | Голди                                   | эпизод: Mr. Yummy Brownie                               |
| 1986      | Рождественский снег                  | Christmas Snow                               | вдова Маттеранс                         | телефильм                                               |
| 1988      | —                                    | Save the Dog!                                | н/д                                     | телефильм                                               |
| 1990      | Когда я был влюблён?                 | When Will I Be Loved?                        | Барбара Паттерсон                       | телефильм                                               |
| 1991      | Дань уважения                        | The Perfect Tribute                          | фермерша                                | телефильм                                               |
| 1991      | Обман: Тайна матерей                 | Deception: A Mother’s Secret                 | Джина Милнер                            | телефильм                                               |
| 1992      | —                                    | Grass Roots                                  | Эмма Карр                               | телефильм                                               |
| 1992      | Бэтмен                               | Batman: The Animated Series                  | Конни Стромвелл                         | мультсериал; эпизод: It’s Never Too Late; озвучка       |
| 1993      | Поднятая рука                        | The Upper Hand                               | мадам Александра                        | эпизод: Tunnel of Love                                  |
| 1993      | Шоу Эльвиры                          | The Elvira Show                              | тётя Минерва                            | короткометражный телефильм                              |
| 1995      | Лиз: История Элизабет Тейлор         | Liz: The Elizabeth Taylor Story              | Хедда Хоппер                            | телефильм                                               |
| 1995—1997 | Тренер                               | Coach                                        | Дорис Шерман                            | телесериал; роль второго плана                          |
| 1996—2004 | Все любят Рэймонда                   | Everybody Loves Raymond                      | Лоис Уилан                              | телесериал; 14 эпизодов                                 |
| 1997      | Миссис Скрудж                        | Ms. Scrooge                                  | Мод Марли                               | телефильм                                               |
| 1999      | Дикая семейка Торнберри              | The Wild Thornberrys                         | Дюгонь                                  | мультсериал; эпизод: Reef Grief; озвучка                |
| 1999      | Провиденс                            | Providence                                   | Роуз Бидуэлл                            | телесериал; 2 эпизода                                   |
| 2000      | Сильное лекарство                    | Strong Medicine                              | Сисели Нордеко                          | эпизод: BRCA2                                           |
| 2000      | Как жениться на миллиардерше         | How to Marry a Billionaire: A Christmas Tale | Шатзи                                   | телефильм                                               |
| 2001      | Живущая в страхе                     | Living in Fear                               | миссис Форд                             | телефильм                                               |
| 2002      | Санта из Майами                      | Mr. St. Nick                                 | Карлотта                                | телефильм                                               |
| 2007      | Дедушка на Рождество                 | A Grandpa for Christmas                      | Рокси Фамоза                            | телефильм                                               |
| 2010      | Болота                               | The Glades                                   | Эвелин                                  | эпизод: A Perfect Storm                                 |
| 2010      | Мелисса и Джоуи                      | Melissa & Joey                               | миссис Геллер                           | эпизод: In Lennox We Trust                              |
| 2011      | Настоящая кровь                      | True Blood                                   | Кэролайн Белльфлёр                      | Эпизод: «I’m Alive and on Fire»                         |
| 2011      | Щенки из приюта 17                   | Pound Puppies                                | Кэролайн Белльфлер                      | мультсериал; эпизод: My Fair Rebound; озвучка           |
| 2011      | Закон Хэрри                          | Harry’s Law                                  | Глория Голд                             | эпизод: The Rematch                                     |
| 2012      | Байки Мэтра                          | Cars Toons: Mater’s Tall Tales               | Лиззи                                   | мультсериал; эпизод: Time Travel Mater; озвучка         |
| 2014      | Мультачки: Байки из Радиатор-Спрингс | Tales From Radiator Springs                  | Лиззи                                   | мультсериал; эпизод: The Radiator Springs 500½; озвучка |

### Игры
| Год  | Название                            | Роль       | Примечания |
| ---- | ----------------------------------- | ---------- | ---------- |
| 1996 | Steven Spielberg’s Director’s Chair | Ма Кавелло |            |
| 2006 | Cars                                | Лиззи      |            |
| 2007 | Cars Mater-National Championship    | Лиззи      |            |